# 博林格林 (印地安納州)
博林格林（英語：Bowling Green）是位於美國印地安納州克萊縣的一個非建制地區。該地的面積和人口皆未知。

## 地理
博林格林的座標為39°22′59″N 87°00′42″W / 39.38306°N 87.01167°W，而該地的平均海拔高度為199米（即653英尺）。